# NGC 1937
NGC 1937 是剑鱼座的一個星系。该星系位于大麦哲伦星云。它由苏格兰天文学家詹姆士·丹露帕于1826年发现。在DSS图像中，该星系被星云包围，其大小难以测量。

## 参考资料

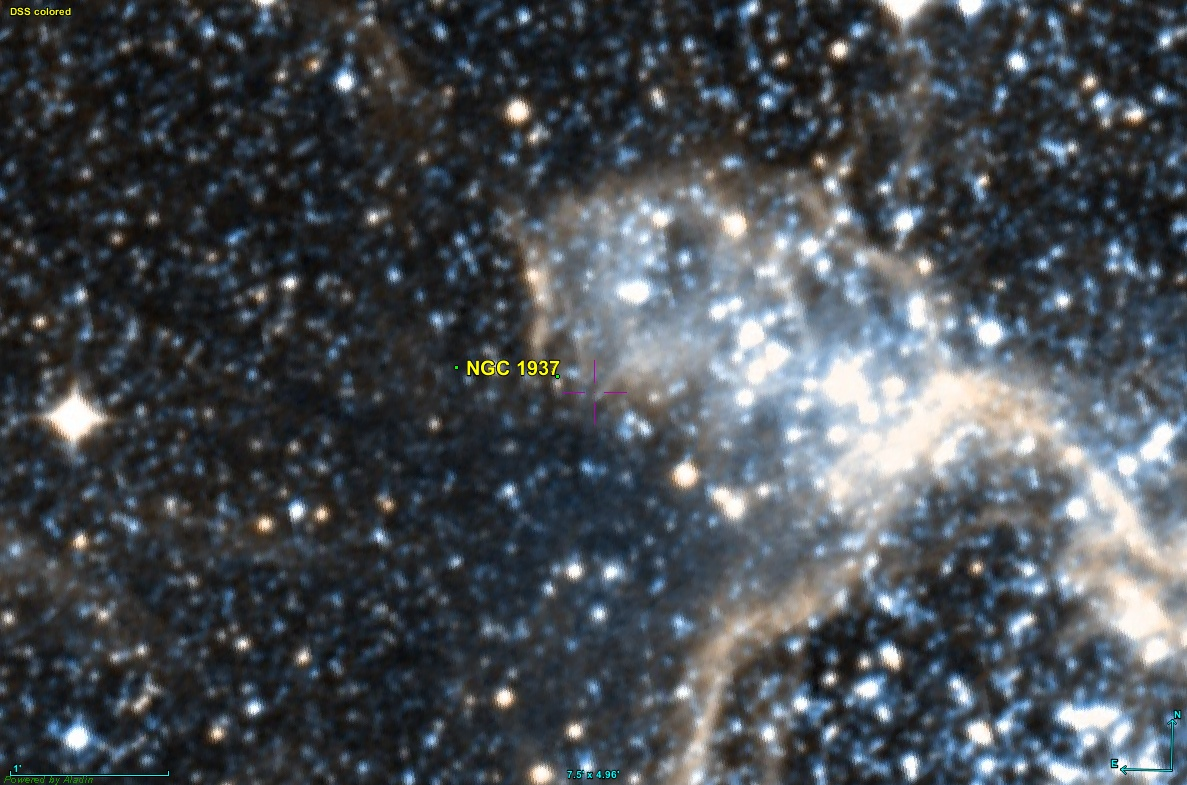
NGC 1937 DSS